# Eurytemora pacifica
Eurytemora pacifica is een eenoogkreeftjessoort uit de familie van de Temoridae. De wetenschappelijke naam van de soort is voor het eerst geldig gepubliceerd in 1913 door Sato.